# Eudocima toddi
Eudocima toddi là một loài bướm đêm trong họ Erebidae.